# نیک فراست
نیکلاس جان فراست (زاده ۲۸ مارس ۱۹۷۲) یک بازیگر، کمدین و فیلم‌نامه‌نویس انگلیسی است. وی بیشتر بخاطر کارهای مشترکش با سایمون پگ شناخته شده‌است.
فراست، زادهٔ دگنهم در شرق لندن است.
او در فیلم قایقی که راک پخش می‌کرد بازی کرده‌است.